# Ancienne usine sucrière de Miréréni
L'ancienne usine sucrière de Miréréni est une ancienne exploitation de canne à sucre, située à Miréréni sur l'île de Mayotte. C’est un site classé monument historique en 2021.

### Article annexe
- Liste des monuments historiques de Mayotte